# Klemen Bauer
Klemen Bauer (* 9. ledna 1986 Lublaň) je slovinský reprezentant v biatlonu.
Profesionálně se začal věnovat biatlonu v roce 1996 a od roku 2000 je členem reprezentačního družstva. Povoláním je vojenský instruktor a mezi jeho záliby patří snowboarding a paragliding. Jeho osobním trenérem je Tomaš Kos a týmovým Uroš Velepec. Současně je také členem slovinského lyžařského klubu SK Ihan.
Doposud dokázal na vrcholných akcích vybojovat jednu stříbrnou medaili jako člen smíšené štafety MS v biatlonu 2012.
Nejlepší umístění v rámci celkového hodnocení světového poháru dosáhl v sezóně 2009/10, když se v konečném pořadí umístil na 20. místě.
Zatím se zúčastnil 2 olympijských her a jeho nejlepším výsledkem je 4. místo ze závodů sprintu na 10 km ze ZOH 2010.